# Carsia
Carsia là một chi bướm đêm thuộc họ Geometridae.

## Các loài
- Carsia lythoxylata (Hübner, 1799)
- Carsia perpetuata (Lederer, 1870)
- Carsia sororiata – Manchester Treble-Bar (Hübner, 1813)